# XIe législature du Parlement basque
La XIe législature du Parlement basque est un cycle parlementaire du Parlement basque, d'une durée initiale de quatre ans, ouvert le 21 octobre 2016, à la suite des élections basques du 25 septembre 2016, et clos le 11 février 2020.

## Bureau
| Fonction                 | Titulaire | Titulaire            | Parti    | Circonscription |
| ------------------------ | --------- | -------------------- | -------- | --------------- |
| Présidente               |           | Bakartxo Tejeria     | PNV      | Guipuscoa       |
| Première vice-présidente |           | Eva Blanco de Angulo | EH Bildu | Alava           |
| Second vice-président    |           | Txarli Prieto        | PSE      | Alava           |
| Premier secrétaire       |           | Iñigo Iturrate       | PNV      | Biscaye         |
| Seconde secrétaire       |           | Cristina Macazaga    | EP       | Alava           |

## Groupes parlementaires
| Nom | Nom                                                                               | Début | Fin | Porte-parole                |
| --- | --------------------------------------------------------------------------------- | ----- | --- | --------------------------- |
|     | Groupe des nationalistes basques Euzko Abertzaleak - Nacionalistas vascos (EA-NV) | 28    | 28  | Joseba Egibar               |
|     | Groupe Euskal Herria Bildu                                                        | 18    | 18  | Maddalen Iriarte Okiñena    |
|     | Groupe Elkarrekin Podemos (EP)                                                    | 11    | 11  | Lander Martínez Hierro      |
|     | Groupe des socialistes basques Socialistas vascos - Euskal Sozialistak (SV-EE)    | 9     | 9   | José Antonio Pastor Garrido |
|     | Groupe populaire basque Popular Vasco - Euskal Talde Popularra (PV-ETP)           | 9     | 9   | Borja Sémper Carmelo Barrio |

## Commissions parlementaires
| Commission                                                                     | Président                       | Parti    | Parti | Circonscription |
| ------------------------------------------------------------------------------ | ------------------------------- | -------- | ----- | --------------- |
| Commissions permanentes législatives                                           |                                 |          |       |                 |
| Commission des Affaires européennes et de l'Action extérieure                  | Jone Berriozabal Bóveda         | PNV      |       | Alava           |
| Commission du Commerce, de la Consommation et du Tourisme                      | Susana Corcuera Leunda          | PSE-EE   |       | Guipuscoa       |
| Commission du Contrôle d'EITB                                                  | Leixuri Arrizabalaga Arruza     | PNV      |       | Biscaye         |
| Commission de la Culture, de la langue basque et du Sport                      | Jasone Agirre Garitaonandia     | EH Bildu |       | Biscaye         |
| Commission des Droits humains et de l'Égalité                                  | Ana Isabel Oregi Bastarrika     | PNV      |       | Alava           |
| Commission du Développement économique et des Infrastructures                  | Kerman Orbegozo Uribe           | PNV      |       | Guipuscoa       |
| Commission de l'Éducation                                                      | Pilar Zabala                    | EP       |       | Guipuscoa       |
| Commission de l'Emploi, des Politiques sociales et de la Jeunesse              | Oihana Etxebarrieta Legrand     | EH Bildu |       | Guipuscoa       |
| Commission des Finances et du Budget                                           | Antonio Damborenea Basterrechea | PP       |       | Biscaye         |
| Commission des Institutions, de la Sécurité et de la Gouvernance publique      | David Latxaga Ugartemendia      | PNV      |       | Biscaye         |
| Commission de l'Environnement, de la Planification territoriale et du Logement | Eneko Andueza Lorenzo           | PSE-EE   |       | Guipuscoa       |
| Commission de la Santé                                                         | Juan José Luis Uría Serrano     | EP       |       | Biscaye         |
| Commission du Travail et de la Justice                                         | Jone Goirizelaia Ordorika       | EH Bildu |       | Biscaye         |
| Commissions permanentes non législatives                                       |                                 |          |       |                 |
| Commission du Statut parlementaire                                             | Joseba Zorrilla Ibañez          | PNV      |       | Biscaye         |
| Commission des Incompatibilités                                                | Carmelo Barrio Baroja           | PP       |       | Alava           |
| Commission du Règlement et du Gouvernement                                     | Bakartxo Tejeria                | PNV      |       | Guipuscoa       |

## Gouvernement et opposition
Le lehendakari Iñigo Urkullu obtient la confiance du Parlement basque le 24 novembre 2016 après avoir prononcé son discours d'investiture la veille. Il obtient le soutien des socialistes basques avec lesquels il a négocié un accord de législature. Sa candidature recueille 37 voix favorables lors du second vote, pour lequel la majorité simple suffit. Il jure devant l'arbre de Guernica le 26 novembre et prend alors possession de ses fonctions.

## Désignations

### Sénateurs autonomiques
Lors de la session plénière du 15 décembre 2016, le Parlement basque a désigné trois sénateurs qui représentent la communauté autonome au Sénat espagnol. Le candidat nationaliste basque a recueilli 27 suffrages lors du premier tour de scrutin et le candidat de la gauche abertzale 19 suffrages, suffisants pour être élu. Le candidat socialiste, qui a obtenu 9 voix lors du premier tour, est élu au second tour après avoir bénéficié du soutien des nationalistes basques. Les sénateurs nationaliste et socialiste renouvellent ainsi leur mandat à la chambre haute des Cortes Generales.
- Jokin Bildarratz Sorron du PNV
- Jon Iñarritu García de EH Bildu
- Antonio Julián Rodríguez Esquerdo du PSE-EE

Jon Iñarritu est remplacé en mai 2019 par Idurre Bideguren Gabantxo.